# Гелейн, Игорь Игоревич

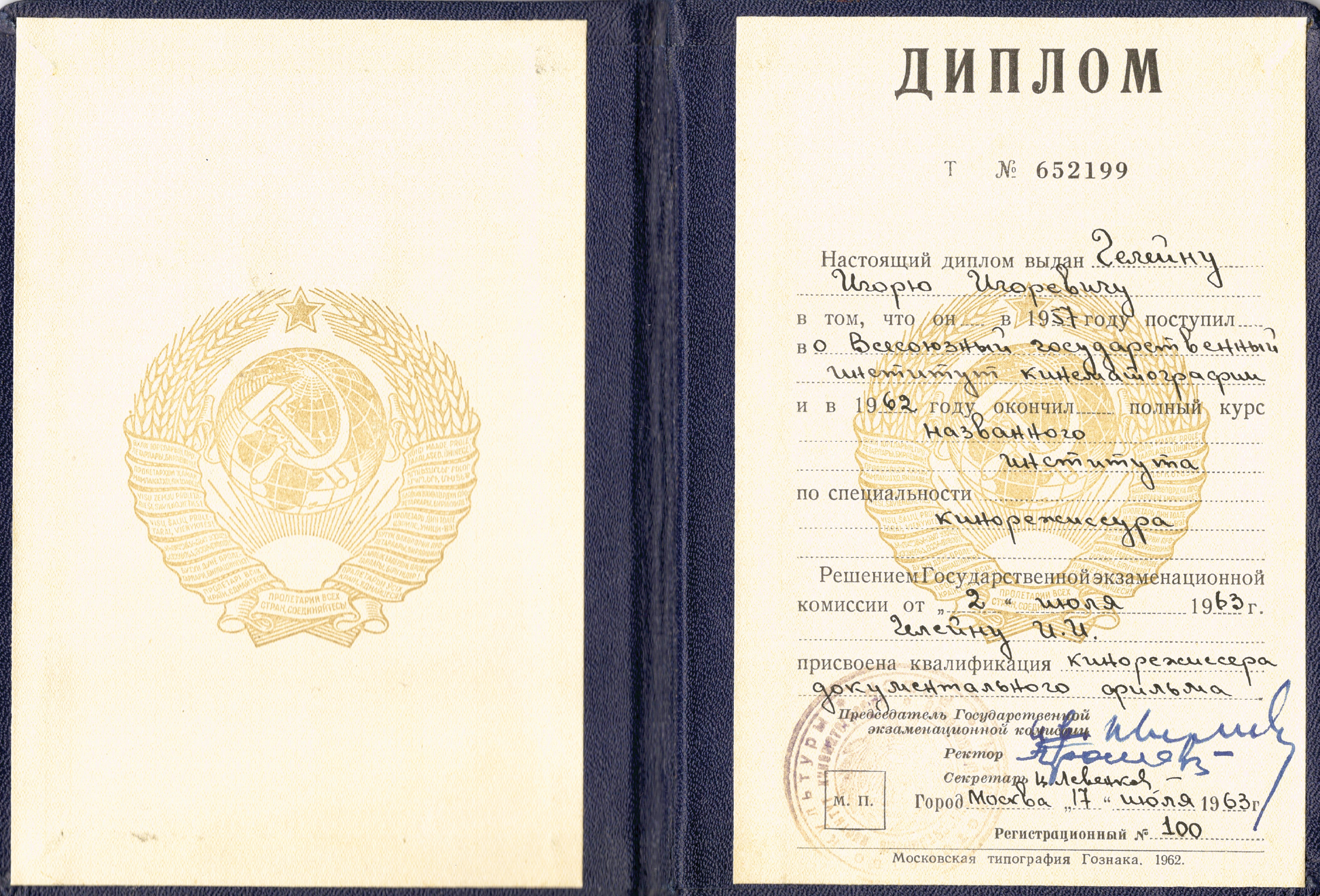
Диплом об окончании ВГИКа

Игорь Игоревич Гелейн (8 ноября 1934, Москва — 4 августа 2013, Москва) — советский и российский режиссёр документального кино, Заслуженный деятель искусств Российской Федерации (1996), Лауреат Ленинской премии (1980), основатель и художественный руководитель документальной киностудий «Нерв». В 2001 набирает мастерскую Режиссёров неигрового кино во ВГИКе им. С. А. Герасимова и после выпуска в 2006 создает для своих учеников киностудии «Сирин», «Гамаюн», «Алконост», где они снимают документальные фильмы и циклы. Выпускники его мастерской неоднократно получали номинации и премии престижных отечественных и международных фестивалей документального кино

## Биография
Родился 8 ноября 1934 года в семье советского кинооператора Игоря Гелейна и актрисы немого кино, ученицы Александра Гавронского — Наты (Наталья) Алифановой. Родился восьмого ноября по свидетельству о рождении, но всегда отмечал девятого числа.
Детство Игоря Игоревича прошло в суровые годы Второй мировой войны, что отразилось на его кинематографическом наследии: среди ста созданных им документальных фильмов и циклов почти треть посвящена Великой Отечественной войне. В частности, полнометражный фильм «Рядом с солдатом», получивший Гран-при Краковского фестиваля «Золотой дракон» (1975), а также кинокартины «Освобождение Белоруссии» и «От Балкан до Вены» (14-й и 15-й фильмы двадцатисерийной киноэпопеи «Великая Отечественная»|«The Unknown War», художественный руководитель проекта — Роман Кармен), за которую Игорь Гелейн и все создатели проекта получили Ленинскую премию (1980). В середине девяностых самыми его известными работами стали два фильма из цикла «Россия в войне. Кровь на снегу» — «Цитадель» и «Ложный рассвет» (цикл из десяти полнометражных фильмов, представляющих полную и достоверную хронологию событий 1941—1945 годов, где авторы рассказывают о соперничестве Гитлера и Сталина, героических подвигах, победах и неудачах советского народа. выпуск — 1996)
После окончания школы Игорь Гелейн поступил в Московский полиграфический институт, но был призван в армию и прослужил полтора года на Тихоокеанском флоте радистом-подводником

## Карьера в кинематографе
В 1961 году окончил Всесоюзный государственный институт кинематографии в мастерской выдающегося режиссёра-документалиста Ильи Петровича Копалина. Дипломной работой режиссёра стал короткометражный фильм о безнадзорных детях «Задумайтесь об этом!». Спустя сорок лет, совместно со своими учениками, Игорь Гелейн создаст двухсерийный документальный фильм о беспризорниках двухтысячных «Дети бездны».

С 1961 по 1989 год Игорь Гелейн проработал режиссёром на Центральной студии документальных фильмов. За свою тридцатилетнюю карьеру на ЦСДФ Игорь Игоревич создал свыше 60 картин, в том числе: «Поле, где умирал Воронин» (1969), «Грешневское лето» (1972), «Рядом с солдатом» (1975), «Великая Отечественная» (1980), «Вспоминая Харламова» (1982), «Детство Твардовского», «Ледовая дружина» и многие другие Список_фильмов_ЦСДФ.
- 1986—1990 — секретарь правления Союза кинематографистов СССР

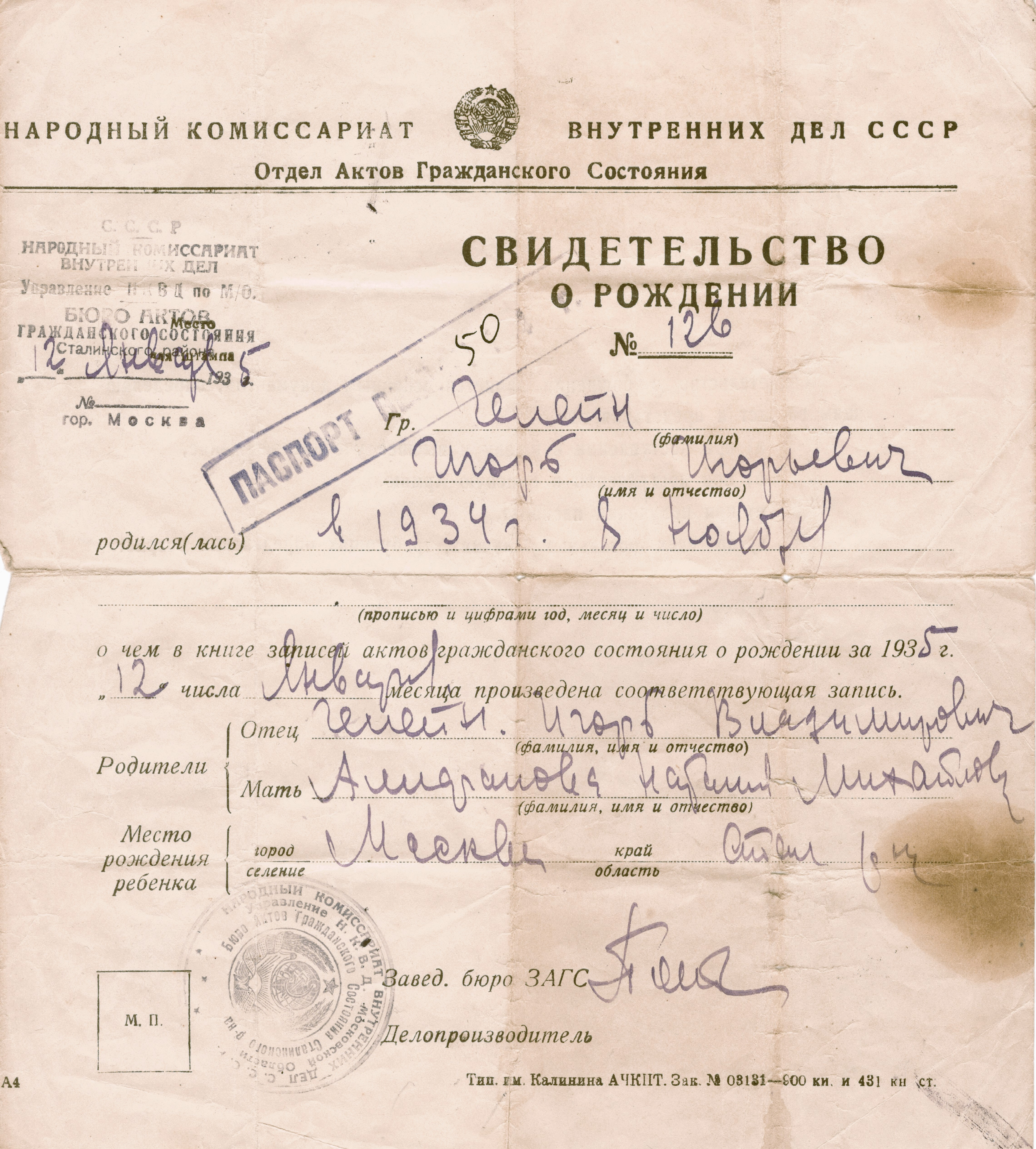
Свидетельство о рождении

- Свидетельство о рождении1992—1994 — секретарь правления Союза кинематографистов России
- 1988—1991 — член Совета учредителей Советского фонда культуры

Активно занимался организационной деятельностью. Неоднократно возглавлял Всесоюзную и Московскую комиссии документального кино
С 1989 года — художественный руководитель ТПО «Нерв», где, в период с 1998 по 1993 годы, было создано более сорока документальных фильмов. Как режиссёр работал над фильмами о ситуации в Прибалтике, о жертвах Чернобыля
С 1993 года — генеральный директор Киновидеостудии «Нерв» (ООО)
В 2001 году набрал собственную мастерскую во ВГИКе
В середине двухтысячных Игорь Игоревич Гелейн как продюсер выпустил несколько документальных циклов об истоках российской революции — «Россия, кровью умытая», «Дневник одного журналиста», новые циклы «Война…» и «От Версаля до 22 июня», а также авторский цикл «Евразия. Начало разговора», который, к сожалению, не успел закончить из-за болезни сердца.
Ушел из жизни 4 августа 2013 года. Похоронен на Преображенском кладбище.
- Героем, центром фильмов Гелейна — всегда был человек — его жизнь и смерть, его размышления и поступки, его подвиг и память о нём. (выдержка из панегирика Гильдии неигрового кино)

## Семья
- Отец — Игорь Владимирович Гелейн (21.03.1905 — 07.07.1985) — кинооператор; фронтовой кинооператор; Лауреат Сталинской премии (1951); Заслуженный деятель искусств РСФСР (1965).
- Мать — Ната (Наталья) Алифанова (17.05.1907 — 24.07.1991), актриса немого кино.
- Жена — Гелейн (Моисеева) Светлана Николаевна (род. в 1936 году); окончила филфак МГУ.
- Сын — Алексей Игоревич Гелейн (род. 28 сентября 1964 года) — кинорежиссёр, писатель, поэт, профессор ВГИКа.

## Избранная фильмография
Режиссёр документальных фильмов
- 1963 — «Солнце над Енисеем» (оператор Н. Даньшин)
- «Задумайтесь об этом» (оператор А. Савин)
- 1964 — «Династия Дуровых» (операторы И. Гутман, Н. Даньшин)
- 1965 — «На Волге» (оператор К. Широнин),
- «Реликвии боевой славы» (режиссёр, оператор И. Бганцев)
- 1966 — «В агинских степях» (оператор А. Киселев)
- 1967 — «На штурм царского самодержавия» (оператор А. Киселев)
- 1969 — «Москва, товарищу Ленину» (оператор В. Цитрон)
- «Поле, где умирал Воронин» (оператор Н. Шмаков)
- 1970 — «Хочу быть тренером» (оператор В. Макаров)
- «Бокс СССР — США» (операторы Ю. Леонгардт, Р. Петросов, Г. Серов, М. Селенко)
- «Советское кино 1970 № 20». Съемки игровых фильмов «Кремлевские куранты» по пьесе Н. Погодина, «Салют, Мария», съемки художественного фильма «Гойя», осуществляемые киностудиями ДЕФА (ГДР) и Ленфильм (СССР)); а также материал к 70-летию А. Д. Головни
- 1970 — «Парламентарии Руанды в СССР» (операторы А Киселев, А. Крылов)
- 1971 — «Ледовая дружина»
- «Дорогами дружбы» (операторы О. Арцеулов, А. Бабаджан)
- «Я вижу». О профессоре Московской клиники глазных болезней С. Н. Федорове (операторы В. Макаров, А. Хавчин)
- «Грешневское лето». Фильм ко 150-летию со дня рождения русского поэта Николая Некрасова. В картине представлено лето 1861 года, которое Николай Алексеевич провел в имении своего отца, деревне Грешнево (операторы О. Войнов, Е. Яцун)
- 1972 — «Репортаж спустя тридцать лет» (оператор А. Саранцев)
- «Останкино» (режиссёр; оператор В. Микоша)
- «Декомпарт». (Детская коммунистическая партия). Создание в Туле «Детского пролеткульта» для беспризорных в 1919 году (режиссёр, оператор Е. Ецун)
- «Окраина». Про строительство нового жилого комплекса в Москве — Вешняки-Владыкино (режиссёр, оператор А. Саранцев)
- «Чемпионка мира». Фильм об абсолютной чемпионке мира по спортивной гимнастике Людмиле Турищевой и её тренере Владиславе Ростоцком (режиссёр, операторы Ю. Леонгардт, Р. Петросов)
- 1973 — «Бестужевки». Фильм о бывших слушательницах Бестужевских курсов (оператор Е. Ецун)
- «ИЛ-62 М». Фильм рассказывает о новом в то время самолёте ИЛ-62М, созданном конструкторским бюро академика С. В. Ильюшина
- 1974 — «Трагедия Ольстера». Фильм о борьбе трудящихся Северной Ирландии за гражданские права (на основе архивной иностранной кинохроники периода 1960-70-х годов)
- 1975 — «Рядом с солдатом». Фильм о работе военных кинооператоров в годы Великой Отечественной войны (на основе военной кинохроники, оператор современных съемок О. Воинов)
- 1976 — «Доброволец свободы». Хроника гражданской войны в Венгрии; судьба генерала Лукача; гибель венгерского писателя-антифашиста М. Залка (оператор Е. Яцун)
- «Парламентарии Колумбии в СССР» (операторы В. Семин, Е. Яцун)
- «Советское кино 1976 № 47». кинорежиссёр Роман Кармен рассказывает о своей работе в документальном кино. В сюжете использованы кадры хроники 30-х годов; съемки на киностудии «Союзмультфильм»; съемки фильма «Степь» (режиссёром С. Бондарчук (операторы Микоша В., Киселев В., Кряквин Е.)
- 1977 — «Неожиданное происшествие» о самоотверженной работе московских пожарных (оператор В. Извеков)
- «Обвиняется апартеид!» (оператор Е. Яцун)
- 1978 — «Годы, равные векам». Фильм о ленинской национальной политики на материале малых народностей Севера (операторы В. Дурандин, В. Извеков, Е. Марфель, Г. Мякишев, Ю. Орлов, А. Полуянов, Ф. Фартусов, И. Фрез, Н. Шмаков)
- 1978 — «ЦДСА. Время, люди, жизнь». История Центрального дома Советской Армии с 1927 по 1978
- 1979 — «Освобождение Белоруссии». Фильм 14-й киноэпопеи «Великая Отечественная» («Неизвестная война»)
- «От Балкан до Вены». фильм 15-й киноэпопеи «Великая Отечественная» («Неизвестная война»)
- «А где-то над нами синее небо…» (о жизни и боевой учёбе моряков-подводников Краснознаменного Тихоокеанского флота); режиссёр; оператор: Ю. Орлов
- 1980 — «Детство Твардовского» (операторы Ю. Орлов, А. Полуянов)
- 1981 — «Парламентарии Исландии в СССР» (операторы С. Кузминский, И. Филатов)
- «Любимый театр». Фильм о Центральном театре Советской Армии в Москве
- «Советская Армия № 51. Ледовая дружина» (оператор Р. Петросов)
- 1982 — «Кое-что о Британии». О негативных тенденциях в политике современной Великобритании
- «Вспоминая Харламова» (оператор Р. Петросов)
- 1983 — «Налет». Хроника налета авиации ЮАР на столицу соседнего Мозамбика город Мануту (операторы Ю. Орлов, И. Филатов)
- «Мозамбик строит социализм» (операторы Ю. Орлов, И. Филатов)
- «Размышления о Доме Герцена» (оператор В. Никонов)
- «Динамо» — сила в движении". Фильм посвящен 60-летию спортивного общества «Динамо». (авторы сценария Гостев В., Тихонов В., Чайковский А.; операторы Извеков В., Кулиджанов А., Макаров В., Петросов Р.)
- 1984 — «Время собирать камни». О политике международного терроризма американской администрации, о необходимости сплочения миролюбивых сил (оператор Ю. Орлов)
- «Жизнь, отданная народу». Памяти Генерального секретаря ЦК КПСС, Председателя Президиума Верховного совета СССР Ю. В. Андропова); (режиссёры О. Уралов, И. Гелейн; операторы И. Филатов, Е. Федяев, А. Голубев)
- 1985 — «И невозможно забыть…» об истоках подвига советского народа в ВОВ (оператор Ю. Орлов)
- 1986 — «Мир нашему дому (40 лет Победы)» (операторы Л. Максимов, Ю. Орлов)
- «Время обновления». Фильм о поездке М. С. Горбачева в города Куйбышев и Тольятти в апреле 1986 года (операторы: В. Головня, Л. Гончаров, В. Горбатский)
- 1987 — «Годы, равные векам. Северное сияние» о жизни малых народностей советского Севера
- 1989 — «Прибалтийские хроники. У межи» (операторы А. Лобов, В. Муратов)
- «Прибалтийские хроники. Время трудных решений» (автор сценария Кузнецов В., режиссёр Гелейн И. И.)
- 2003 — «Бутовский полигон». фильм 1-й проекта Игоря Гелейна «Лик зверя» (режиссёр и автор сценария)